# Coupe d'Europe hivernale des lancers 2004
Navigation
Édition précédente Édition suivante
La 4e édition de la Coupe d'Europe hivernale des lancers s'est déroulée les 13 et 14 mars 2004 à Marsa, à Malte. La compétition est organisée par l'Association européenne d'athlétisme.

## Résultats

### Hommes
| Épreuves          | Or                         | Argent                 | Bronze                           |
| Lancer du poids   | Rutger Smith 20,23 m       | Miran Vodovnik 19,65 m | Grigoriy Panfilov 19,43 m        |
| Lancer du disque  | Gerd Kanter 63,21 m        | Mario Pestano 62,00 m  | Rutger Smith 59,84 m             |
| Lancer du javelot | Vadims Vasiļevskis 82,44 m | Ainārs Kovals 82,13 m  | Teemu Wirkkala 80,87 m           |
| Lancer du marteau | Krisztián Pars 79,69 m     | Eşref Apak 77,76 m     | Alexandros Papadimitriou 77,13 m |

### Femmes
| Épreuves          | Or                          | Argent                  | Bronze                       |
| Lancer du poids   | Vita Pavlysh 19,39 m        | Nadine Kleinert 18,17 m | Assunta Legnante 17,96 m     |
| Lancer du disque  | Franka Dietzsch 60,32 m     | Natalya Sadova 60,28 m  | Mélina Robert-Michon 58,69 m |
| Lancer du javelot | Valeriya Zabruskova 63,84 m | Steffi Nerius 62,80 m   | Yekaterina Ivakina 61,34 m   |
| Lancer du marteau | Andrea Bunjes 67,99 m       | Shirley Webb 67,52 m    | Sini Latvala 67,49 m         |

## Classement par équipes
| Place | Pays      | Points |
| ----- | --------- | ------ |
| 1     | Russie    | 8 335  |
| 2     | Allemagne | 8 177  |
| 3     | Italie    | 8 123  |
| 4     | Finlande  | 5 173  |
| 5     | Ukraine   | 4 984  |
| 6     | Espagne   | 4 074  |
| 7     | France    | 3 936  |
| 8     | Slovénie  | 3 158  |

| Place | Pays        | Points |
| ----- | ----------- | ------ |
| 1     | Russie      | 8 240  |
| 2     | Allemagne   | 8 145  |
| 3     | Italie      | 7 908  |
| 4     | France      | 5 865  |
| 5     | Espagne     | 5 633  |
| 6     | Ukraine     | 4 058  |
| 7     | Royaume-Uni | 4 006  |
| 8     | Biélorussie | 3 867  |